# Csallány Dezső
Csallány Dezső (Szentes, 1903. október 11. – Nyíregyháza, 1977. március 31.) magyar régész, múzeumigazgató.

## Életpályája
Apja Csallány Gábor régész, múzeumigazgató, anyja Csergő Kornélia. Felesége Jörg Anna. Elemi iskolai és gimnáziumi tanulmányait Szentesen végezte. A szentesi Magyar Királyi Állami Horváth Mihály Gimnáziumban érettségizett 1922-ben. 1932-ben jogi doktorátust szerzett Szegeden a Magyar Királyi Ferencz József Tudományegyetem Állam és Jogtudományi Karán. 1933-ban a Magyar Királyi Pázmány Péter Tudományegyetemen régészetből bölcsészdoktori oklevelet szerzett. 1960-ban kandidált.
Szentesen közhivatalnoki állást töltött be a Járásbíróságon 1926–1929-ben. Majd Budapesten a Magyar Nemzeti Múzeumban és az Országos Néprajzi Múzeumban gyakornokoskodott, majd a bécsi Naturhistorisches Museum ösztöndíjasaként szerzett tapasztalatokat. 1936-ban a szegedi Somogyi-Könyvtár és Városi Múzeumhoz került múzeumi tisztviselőnek. A szegedi könyvtárat és múzeumot ekkor Cs. Sebestyén Károly vezette, de csak ideiglenes megbízással. 1936 elején Szeged városa pályázatot hirdetett az igazgatói állás betöltésére. 7 fő pályázott az igazgatóságra. A legesélyesebb Banner János egyetemi tanár volt, de a városi közgyűlés meglepetésre Csallány Dezsőt választotta. Több mint nyolc évig volt igazgatója a Somogyi-könyvtárnak és Városi Múzeumnak. 1944 október 9-étől feljebbvalói elküldték a múzeum aranykincseivel együtt, amelyeket ő 1947-ben pontosan vissza is szolgáltatott, máig megvan erről a jegyzőkönyv a Móra Ferenc Múzeumban. Katonáskodott, fogságba került, majd visszajött Szegedre, s a szegedi városi vezetés B listázta, s nem vette vissza állásába, bár három miniszter is visszahelyezte állásába, Szeged város vezetésének ez nem volt elég. 1954-ig alkalmi munkákból élt, 1954-ben a nyíregyházi múzeumban kezdte újra régészeti pályafutását, mint múzeumigazgató. Mind itthon, mind külföldön nagy elismertségnek örvendett, folyamatosan publikálta is a régészeti eredményeket. Hazánk magyar régészeinek egyik kiválósága volt ő mind a szegedi -, mind a nyíregyházi múzeumban. A nyíregyházi múzeumban nyugdíjba menetele után is tevékenykedett, Jósa András munkásságának bibliográfiáját rendezte sajtó alá. Természetesen már az 1960-as években is jó kapcsolatokat ápolt a szegedi Móra Ferenc múzeummal is, annak igazgatójával, Bálint Alajossal.

## A Somogyi-könyvtár és a Városi Múzeum élénSzegeden1936–1944
Csallány Dezső 1936. június 22. és 1944. október 9. között állt az intézmény élén mint igazgató, valamennyivel több mint nyolc évig. Az alkönyvtárosi állást Szőke Mihály töltötte be.
Csallány Dezső kinevezésével egyidőben Banner János, aki már nyolc éve kezelte az éremtárat és Czógler Kálmán, a természetrajzi tár kezelője lemondott állásáról. Folyamatos volt a fluktuáció, a létszámhiány. A Kultúrpalota épületének javíttatási munkálataira nehéz volt pénzt szerezni. Az intézmény gyarapításra fordítható pénzösszegének nagyobbik fele, gyakran kétharmada a Somogyi-könyvtár állományának gyarapítását szolgálta. A múzeum főleg ásatások és adományozások révén gyarapodott. A gyarapodó könyvtári állomány és múzeumi tárgyak elhelyezése folyamatos gondot jelentett. Csallány Dezső 1939-ben összegezte a gondokat: 1. helységgondok, 2. személyzeti hiány 3. pénzszűke. Tehát az intézmény karbantartására, a személyzet fizetésére, s a gyarapításra fordítható összeg kevés. Az 1939-ben kezdődő második világháborús időszak csak fokozta a gondokat, Szőke Mihály alkönyvtárost több ízben behívták katonának, s másokat is a személyzetből. 1940. november 27-én megkapta Csallány Dezső azt a szigorúan bizalmas háborús iratot is, amely jelezte, hogy a múzeumnak gondoskodnia kell a szóba jöhető hadműveleti kiürítés előkészítéséről. Mindeközben nagy gondot jelentett a lapidárium elhelyezése, végül nagy nehezen, Cs. Sebestyén Károly közbenjárására megkapták a vármaradványt erre a célra. Egyre sürgetőbb lett a teljes leltár elkészítése a háború előrehaladtával. A város vezetése kezdte szervezni a könyvtári és múzeumi anyag kimenekítését külterületi iskolákba. A légoltalom kérdései is egyre inkább előtérbe kerültek, hiszen a Kultúrpalota a Belvárosi híd mellett fekszik, a többszöri bombázások, s hídrobbanások nagy károkat okoztak a Kultúrpalotának.
A gondok közepette is számos eredmény született, sok kiállítást rendeztek, még a háborús évek alatt is igen látogatottak voltak a kiállítások. Rendszeresebben jelentek meg Csallány Dezső igazgatóságának idején A Szegedi Városi Múzeum Kiadványai c. sorozat kötetei. Csallány Dezső nemcsak saját intézményének kiadványában publikált, írásait rendre közölték a Dolgozatok, az Archaeologiai Értesítő és a Folia Archaeologica c. régészeti szakkiadványok. A régészeti leletek lepublikálása is leletmentés, kivált az adott helyzetben, amikor szükségszerűen bekövetkeztek a múzeumi tárgyak vonatkozásában is a háborús károk.

## A Jósa András Múzeum élénNyíregyházán1954–1972
Régészeti munkásságát és múzeumigazgatói tevékenységét az 1868-ban alapított, s 1918 óta Jósa Andrásról elnevezett nyíregyházi múzeum élén folytatta, igen termékeny időszaka következett tudományos munkásságának, összegezte Közép-Európa avar kori leletanyagát és megalkotta a gepida corpust. Útjára indította 1958-ban a Jósa András Múzeum évkönyve c. kiadványt, amely mind a mai napig megjelenik, s értékes múzeumi szakcikkeket ad közre. Szakírásait nemcsak saját múzeumának kiadványában adta közre, számos szakcikkét közölte az Arhaeológiai értesítő és a Folia archaeologica, s más szakmai orgánumok. A rovásírás megfejtésével is foglalkozott, Csallány Dezső szerint a Nagyszentmiklósi kincs rovásfeliratai a köztörök rovásábécéből származnak, és több jelük rokonsága kimutatható a székely rovásírással.

## Emlékezete
Születésének 100. évfordulója alkalmából, 2003. november 10-én megemlékezést tartottak  a Jósa András Múzeumban.  Nyíregyházán, az Egyház utcában, ahol régebben a múzeum működött, megkoszorúzták egykori jeles régész igazgatójuk emléktábláját, aki 1954–1972-ben volt a nyíregyházi Jósa András Múzeum és a Szabolcs-Szatmár Megyei Múzeumok Igazgatóságának igazgatója. 2003-ban a Móra Ferenc Múzeum helyezett el emléktáblát Csallány Dezső szegedi lakóházán.

## Főbb művei
- A kunszentmártoni avar kori ötvössír = Goldschmiedegrab aus der Avarenzeit von Kunszentmárton : Ungarn (1933)[9]
- Kora avar kori sírleletek = Grabfunde der Frühawarenzeit (1939)[10]
- Kora avar kori edények Magyarországon (1940)[11]
- A szentes-nagyhegyi gepida sírlelet (1939) és régészeti kapcsolatai (1941)
- Gyöngycsüngődíszes gepida fibulák (1943)[12]
- Az avarok varkocs fésűje (1943[11]
- A Deszk D számú temető avar sírja (1944)
- Archäologische Denkmäler der Awarenzeit in Mitteleuropa : Schrifttum und Fundorte (1956)[13]
- A bizánci fémművesség emlékei. 2. Bizánci csatok, csatveretek (1957)[12]
- Az átokházabilicicsi avar kori sírleletek (1957)[11]
- Jósa András (1834-1918) irodalmi munkássága [Biobibliográfia] (1958)[12]
- Jósa András régészeti és múzeumi vonatkozású hírlapi cikkei, 1889-1907, 1-2. köt. (1958)
- Archäologische Denkmäler der Gepiden im Mitteldonaubecken 454-568 u. Z., (1961)
- A székely-magyar rovásírás emlékei (1963)[14]
- Der awarische Gürtel (1962)[12]
- Byzantinische Schnallen und Gürtelbeschläge mit Mankenmuster (1962)[12]
- Népvándorláskori bizánci régészeti kapcsolataink (1965)[15]
- A székely-magyar rovásírás történetéhez (1966)[12]
- Neue Ergebnisse der awarenzeitlichen Forschungen in Ostungarn (1968)[16]
- Székely rovásírásos szövegek megfejtése (1970)[17]
- Jósa András (1834-1918) múzeumi és hírlapi cikkei [Biobibliográfia] (1978)[15]